# Шаддам IV
Актёры, игравшие Шаддама IV
Шаддам Коррино IV — персонаж романов Фрэнка Герберта из цикла «Дюна» и их экранизаций. Падишах-император известной Вселенной, глава Дома Коррино. Был свергнут с трона Полом Атрейдесом и сослан на Салусу Секундус, а его дочь Ирулан стала женой Пола.

## История персонажа
У Фрэнка Герберта Шаддам — сын Элруда IX, 81-й падишах-император. Чтобы прийти к власти, он организовал убийства старшего брата и отца. В первом романе Шаддам описывается как 72-летний рыжеволосый мужчина, который выглядит благодаря меланжу всего на 35. Он редко появляется на страницах книг, но его присутствие ощущается постоянно. Чувствуя угрозу своей власти со стороны Атрейдесов, Шаддам задумывает сложную интригу: отбирает контроль над стратегически важной планетой Арракис у Харконненов, передаёт его Атрейдесам, а потом устраняет последних руками Харконненов. В дальнейшем Пол Атрейдес свергает падишаха-императора и отправляет в ссылку, а сам занимает его место и женится на принцессе Ирулан.
В фильме Дэвида Линча «Дюна» Шаддама сыграл Хосе Феррер, в мини-сериале «Дюна» — Джанкарло Джаннини;  Падишах-император появился в картине того же режиссёра «Дюна: Часть вторая», Шаддама IV сыграл Кристофер Уокен. Рецензенты отмечают, что персонаж во всех экранизациях получился значительно старше (в частности, Уокен вдвое старше, чем описан его персонаж).